# Benedikt Würth

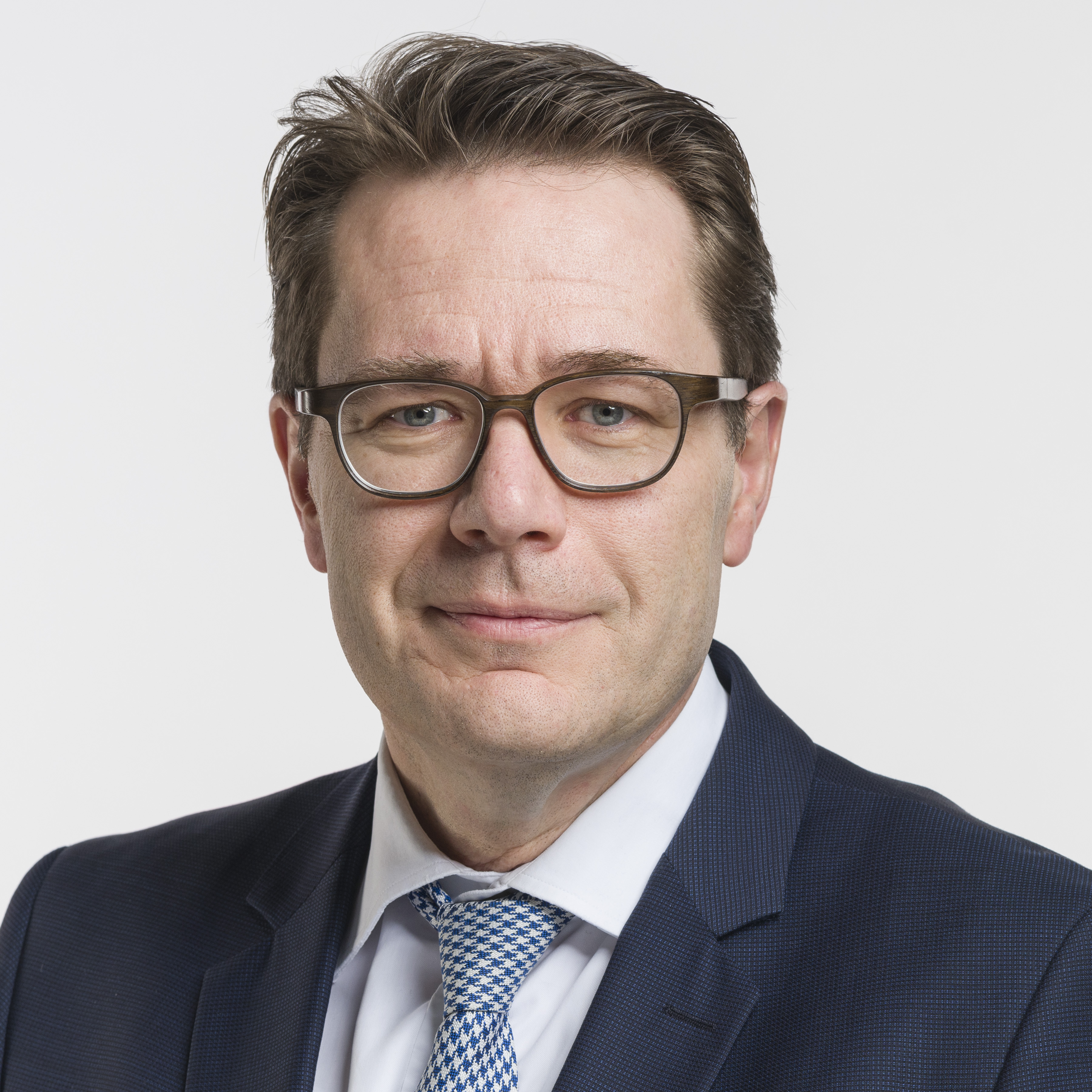
Benedikt Würth (2019)

Benedikt „Beni“ Würth (* 20. Januar 1968 in St. Gallen; heimatberechtigt in Berg und Rapperswil-Jona) ist ein Schweizer Politiker (Die Mitte, vormals CVP).

## Leben
Benedikt Würth besuchte das Gymnasium Friedberg in Gossau SG, danach absolvierte er das Studium der Rechtswissenschaft an der Hochschule St. Gallen, wo er als lic. iur. HSG abschloss. Daneben absolvierte er ein Nachdiplomstudium im internationalen und europäischen Wirtschaftsrecht (M.B.L. HSG). Seit August 2020 ist er Konsulent bei SwissLegal asg.advocati in St. Gallen.
Ebenfalls seit 2020 ist er Präsident der Schweizerischen Vereinigung der AOP-IGP.
Würth ist verheiratet, wohnt in Rapperswil-Jona und hat zwei Kinder. Er ist schweizerisch-italienischer Doppelbürger.

## Politik
1996 wurde Würth für die CVP in den Kantonsrat gewählt, wo er von 2008 bis 2011 die Fraktion der CVP präsidierte. 2000 wurde er zum Gemeindepräsidenten von Jona gewählt. Als solcher war er massgeblich an der Fusion der beiden Gemeinden Rapperswil und Jona beteiligt. Ab 2007 amtete er als Stadtpräsident des zusammengeführten Rapperswil-Jona. 2011 wurde Würth als Nachfolger von Josef Keller als Regierungsrat in die Regierung des Kantons St. Gallen gewählt. Er übernahm am 1. April 2011 das Volkswirtschaftsdepartement des Kantons St.Gallen. 2016 wechselte er ins Finanzdepartement. 2015/16 war er Regierungspräsident. Von 2016 bis 2018 war er Präsident der Ostschweizer Regierungskonferenz und von 2017 bis 2020 Präsident der Konferenz der Kantonsregierungen (KdK). Ende Mai 2020 schied er aus der Regierung aus.
Am 19. Mai 2019 wurde Würth als Nachfolger von Karin Keller-Sutter in den Ständerat gewählt. Am 17. November 2019 wurde er erst im zweiten Wahlgang im Amt bestätigt. Dort ist er Mitglied in der Finanzkommission, der Aussenpolitischen Kommission, der Kommission für Wissenschaft, Bildung, Kultur (Präsident) und der EFTA/EU-Delegation des Schweizer Parlaments (Präsident) (Stand: September 2023). In der Ständeratswahl 2023 wurde er erneut in seinem Amt bestätigt.